# Миндлин, Эмилий Львович
Эмилий Львович Миндлин (12 [25] мая 1900, Александровск, Екатеринославская губерния — 20 июня 1981, Москва) — русский советский писатель.

## Биография
Учился в гимназии в Александровске. Печатался с 1914 года. Был знаком с поэтом Вадимом Баяном, который с 1917 года тоже жил в Александровске.
С 1919 по 1921 год жил в Феодосии, участвовал в Феодосийском литературно-артистическом кружке (ФЛАК). Называл своим учителем в литературе М. Волошина. К Миндлину обращено стихотворение М. Цветаевой.
После изгнания из Крыма белогвардейцев уехал в Москву (1921).
Сотрудничал в периодических изданиях, газетах «Накануне», «Вечерняя Москва» (с первого её номера, то есть с 6 декабря 1923 года), «Ленинградская правда», журнале «Огонёк» (со времени его воссоздания в 1923 году). Ездил в командировки по заданиям редакции, пережил наводнение в Ленинграде 23 сентября 1924 года. В 1925 году получил квартиру в Москве и перевёз из Ленинграда семью.
Участник спасательной экспедиции на ледоколе «Красин» потерпевших катастрофу на дирижабле «Италия» членов арктической экспедиции Умберто Нобиле (1928).
С началом Великой Отечественной войны вместе с другими писателями был мобилизован на радиопропаганду. С возвращением в Москву Центрального детского театра работал в нём, заведовал литературной частью.
В 1955 году был арестован и осуждён за антисоветские высказывания, с 1956 года — в ИТЛ. Реабилитирован в 1971 году.
Писал о социалистическом строительстве в СССР, а также произведения для детей, статьи о литературе и театре, мемуары.
Умер 20 июня 1981 года. Прах захоронен в колумбарии на Ваганьковском кладбище.
Сын Анатолий Эмильевич Миндлин (1923—2011) — писатель.